# Центр спорту та легкої атлетики Квінсленду
Центр спорту та легкої атлетики Квінсленду (англ. Queensland Sport and Athletics Centre, QSAC), також відомий своїми колишніми назвами ANZ Стедіум або QE II — багатофункціональна спортивна споруда на півдні Брисбена, штат Квінсленд, Австралія. З 1993 по 2003 рік була домашньою ареною клубу «Брисбен Бронкос», який грає в Національній лізі з регбі.

## Історія
Споруда відкрилася в 1975 році. У 1977 році отримала назву Ювілейний спортивний центр королеви Єлизавети II (англ. Queen Elizabeth II Jubilee Sports Centre), щоб відзначити срібний ювілей королеви.
З 1993 по 2003 рік стадіон носив назву ANZ Стедіум і був домашньої команди з регбіліг «Брисбен Бронкос».
У 1999 році стадіон приймав майбутніх чемпіонів, збірну Австралії з тенісу у півфінальній грі Кубка Девіса проти Росії (4–1). Тимчасові трав'яні корти були зведені з одного кінця поля та тимчасові трибуни з трьох боків. Кількість глядачів на цій події склала 10 600 осіб. Росіянин Євген Кафельников описав корт «як гру на картопляному полі» і «просто неприйнятним для подібних заходів».
У 2002 році право власності було передано Управлінню головних спортивних споруд штату Квінсленду а сам стадіон отримав теперішню назву.
Незважаючи на те, що спортивні споруди добре використовуються, трибуни на стадіоні значною мірою стояли порожніми та невикористаними з моменту, коли «Бронкос» повернувся на оновлений «Ланг Парк» у 2003 році.
На стадіоні відбувся ряд заходів, серед яких:
- Чемпіонат Австралії з легкої атлетики
- Ігри Співдружності 1982 року
- Брюс Спрінгстін і E Street Band — 31 березня 1985 року
- U2 — 20 листопада 1993 року, 25 лютого 1998 року та 7 листопада 2006 року з Каньє Вестом.
- Мадонна — 24 листопада 1993 року
- The Rolling Stones — 12 квітня 1995 року
- Eagles — 24 листопада 1995 року
- Майкл Джексон — 19 листопада 1996, HIStory World Tour — 40 000 глядачів
- Великий фінал Суперліги 1997 року
- Півфінальний матч Кубка Девіса 1999 року проти Росії
- Ігри доброї волі 2001 року
- Pearl Jam — 25 листопада 2009
- AC/DC — 25 та 27 лютого 2010 року, з Wolfmother
- Матильдас проти Бразилії 6 та 9 квітня 2014 року
- AC/DC — 12 і 27 листопада 2015 року, з The Hives
- Guns N 'Roses — 7 лютого 2017 року, з Rose Tattoo[6]
- Міжнародний товариський матч з футболу між Південною Кореєю та Узбекистаном, 20 листопада 2018 року.[7]
- Емінем — 20 лютого 2019 року, з Hilltop Hoods

Стадіон все ще активно використовується спортсменами на місцевому, державному та національному рівнях Багато місцевих клубів регулярно використовують його для тренувань.